# Earcon
Ein Earcon ist ein kurzes, unverwechselbares Geräusch, das genutzt wird, um ein bestimmtes Ereignis zu symbolisieren oder andere Informationen zu übermitteln. Earcons werden bei Betriebssystemen und Programmen von Computern eingesetzt und können von einem Fehler anzeigenden Piepen bis hin zu variablen Klangfolgen, die beispielsweise wie bei Windows 7 Hoch- und Runterfahren des Computers sowie andere Ereignisse kennzeichnen, reichen.
Bei der Bezeichnung Earcon handelt es sich um eine Anspielung auf den bekannten Begriff Icon aus dem Bereich der Computer-Benutzerschnittstellen. Der englische Begriff Icon klingt in der englischen Sprache ausgesprochen wie „eye-con“ (eye – englisch für Auge). Es ist das visuelle Gegenstück zu dem akustischen Earcon (ear – englisch für „Ohr“), was D. A. Sumikawa dazu inspirierte, das auditive Äquivalent in dem 1985 erschienenen Artikel Guidelines for the Integration of Audio Cues into Computer User Interfaces seinen Namen zu geben.
Obwohl der Begriff für gewöhnlich als Bezeichnung für einen auditiven Hinweis in einem Computerinterface Verwendung findet, lassen sich Beispiele für das Konzept finden, wie:
Das Konzept des auf für gewöhnlich Computerinterfaces bezogenen Earcons kann auch bspw. in übertragbaren Medien wie Fernsehen und Radio wiedergefunden werden:
- das Alarmsignal, das eine Nachricht von dem Notfallübertragungssystem signalisiert, oder
- die unverkennbare Drei-Ton-Melodie der amerikanischen Rundfunkanstalt NBC in Fernsehübertragungen und Radio.

Generell sind Earcons künstliche Klänge oder Tonmuster. Der ähnliche Begriff Audicon (auditives Icon) bezeichnet aufgezeichnete Alltagsklänge, die zu einem ähnlichen Verwendungszweck eingesetzt werden.